# Enugu Challenger 1987
L'Enugu Challenger 1987 è stato un torneo di tennis facente parte della categoria ATP Challenger Series nell'ambito dell'ATP Challenger Series 1987. Il torneo si è giocato a Enugu in Nigeria dal 2 all'8 febbraio 1987 su campi in cemento.

## Vincitori

### Singolare
Brett Dickinson ha battuto in finale  Stanislav Birner con il punteggio di 2–6, 6–2, 6–4

### Doppio
Jorge Lozano /  Tim Pawsat hanno battuto in finale  Jeremy Bates /  Stanislav Birner con il punteggio di 6–1, 1–6, 6–2